# دروغ‌های بزرگ
یازده سپتامبر؛ دروغ بزرگ(به فرانسوی: L'Effroyable imposture)(به انگلیسی:9/11: The Big Lie) کتابی‌است نوشتهٔ تیری میسان روزنامه‌نگار فرانسوی.
میسان در این کتاب که در سال ۲۰۰۲ منتشر شد ادعا کرده که حمله ۱۱ سپتامبر کار عناصری یاغی در درون ارتش آمریکا بوده‌است و حمله به ساختمان پنتاگون با هواپیما نبوده بلکه این ساختمان با موشک مورد حمله قرار گرفته‌است.
گزارش شده که این کتاب پس از چاپ به مدت شش هفته رتبه نخست پرفروش ترین کتاب فرانسه را در اختیار داشته است.